# Quartzo rosa

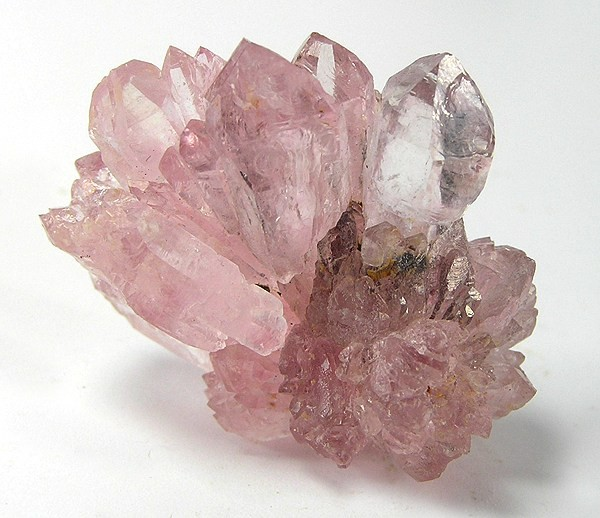
Quartzo rosa

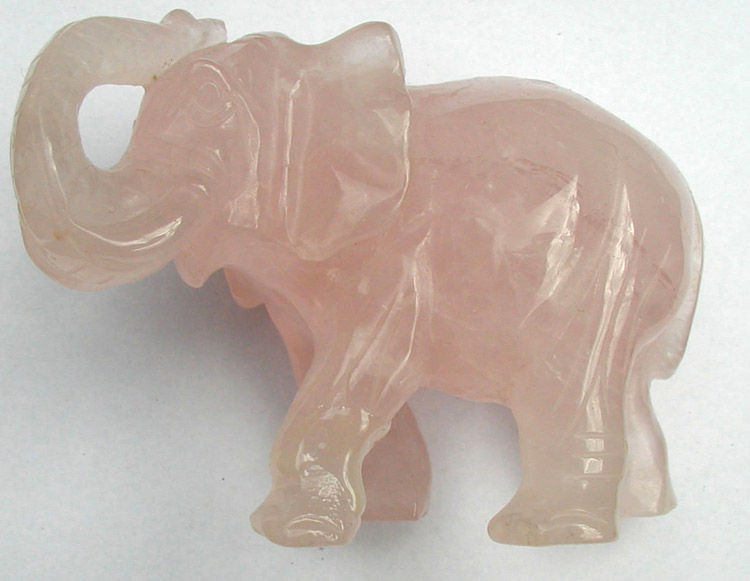
Um elefante esculpido em quartzo rosa, 4 polegadas (10 cm) de comprimento

Quartzo rosa ou Quartzo róseo é um tipo de quartzo, que tem uma tonalidade cor-de-rosa clara (mais luminosa e brilhante). A cor deve-se geralmente a uma quantidade pequena de impurezas de titânio no material maciço e, como tal, raramente se encontra na forma de cristal. A verificar-se, a sua cor deve-se a um fosfato e não a uma impureza. Estudos recentes de difração de raios X sugerem que a cor é devida a finas fibras microscópicas de possivelmente dumortierita dentro do quartzo. Os primeiros cristais foram encontrados na pegmatite, encontrada próximo a Rumford, Maine, EUA, mas a maioria de cristais no mercado vêm de Minas Gerais, Brasil.
Não é muito popular como gema facetada porque sua cor cor-de-rosa clara é frequentemente demasiado pálida e as pedras são sempre fuscas, e tenham, muito frequentemente, falhas grandes. Quando o quartzo cor-de-rosa é cortado em cabochons, ou arredondado em grânulos para colares ou esculpido, torna-se de longe mais eficaz.
Os exemplares mais apreciados pelos colecionadores são os cristais quase transparentes (diz-se quase porque a sua transparência nunca é total) que no mercado chegam a atingir preços elevados. O quartzo rosa é a variedade mais valiosa dos quartzos translúcidos. Os exemplares mais espetaculares vêm de Madagascar, onde encontram-se os melhores exemplares incluindo os cristais quase transparentes, contudo a produção do Brasil é mais abundante.